# Anton Schwan
Anton Hermann Schwan (* 7. April 1903 in Karlsruhe; † 11. Februar 1964 in Tauberbischofsheim) war ein deutscher Politiker der Zentrumspartei und später der CDU.

## Lebenslauf
Schwan, dessen Vater Oberregierungssekretär in Karlsruhe war, besuchte das humanistische Bismarck-Gymnasium in Karlsruhe und studierte zwei Jahre lang Volkswirtschaften an den Universitäten Freiburg und Heidelberg. In dieser Zeit war er in der katholischen Jugendbewegung engagiert und an der Gründung des Katholischen Mittelschülerbundes und einer katholischen Studentenschaft beteiligt. Nachdem sein Vater 1923 gestorben war, übernahm er zusammen mit zwei seiner sechs Brüder die Karlsruher Papiergroßhandlung Jakob Trotter, die bislang seinem Großvater gehört hatte. Anton Schwan war für dieses Unternehmen von 1933 an als selbständiger Handelsvertreter tätig. In jenem Jahr wurde er als jüngster Abgeordneter der Zentrumsfraktion in den badischen Landtag gewählt, aus dem er kurze Zeit später infolge der Gleichschaltung wieder ausscheiden musste. Er nahm am Zweiten Weltkrieg teil. Gegen Kriegsende wurde er bei Immendingen verwundet und geriet in Kriegsgefangenschaft.
Nach dem Krieg wurde Schwan wieder politisch aktiv: Im Herbst 1945 gehörte er zu den Mitbegründern der CDU Nordbaden. 1946 trat er dort das Amt des Generalsekretärs an, das er zwei Jahre lang ausführte. Parallel dazu war er Chefredakteur der Zeitung des Parteiverbandes, der Südwestdeutschen Union. Von 1946 bis 1950 hatte er ein Mandat im Landtag von Württemberg-Baden inne. 1948 wurde er zum Landrat des Landkreises Tauberbischofsheim ernannt, den er auch im Landtag vertrat. Als Landrat trug Schwan entscheidend zur Entwicklung des Landkreises bei. Das Amt des Landrats behielt er bis zu seinem Tod.
Schwan war zweimal verheiratet: 1930 ehelichte er Hildegard Specker, mit der er einen Sohn und eine Tochter hatte. Hildegard starb 1936, die Tochter 1940. 1936 heiratete Schwan Valeria Wahl, mit der er zwei Söhne hatte. Er wurde am 17. Februar 1964 auf dem Karlsruher Hauptfriedhof beigesetzt.